# Mikołaj Skorulski
Mikołaj Piotrowicz Skorulski herbu Kościesza Odmienna – chorąży kowieński w latach 1648–1671, stolnik kowieński w latach 16441648, starosta kormiałowski.
Jako poseł na sejm konwokacyjny 1648 roku z powiatu kowieńskiego był członkiem konfederacji generalnej zawiązanej 31 lipca 1648 roku. 
Poseł na sejm zwyczajny 1652 roku, sejm 1659 roku.
20 października 1655 roku podpisał ugodę kiejdańską. Był uczestnikiem antyszwedzkiej konfederacji powiatów: wiłkomierskiego, kowieńskiego i upickiego podczas pospolitego ruszenia w Kiejdanach 16 grudnia 1656 roku.